# フォルティチュード・ボローニャ
ウニポルサイ・ボローニャ（UnipolSai Bologna）は、イタリアのプロ野球チーム。イタリアンベースボールリーグ（IBL）に所属。エミリアロマーニャ州ボローニャにあるスタディオ・ジャンニ・ファルチを本拠地とする。
2011年にイタリアの保険会社・ウニポル（Unipol）が命名権を買収し、「ウニポル・ボローニャ」へ改名。その後、2014年に設立されたウニポル傘下のウニポルサイ（UnipolSai）に命名権が移行したため、2014年から「ウニポルサイ・ボローニャ」として活動している。

## 概要
1953年に創設され、1954年からセリエCに加盟。1958年にセリエBへ昇格し、1963年からセリエAへ昇格した。
1969年にリーグ初優勝を果たした。
1972年に3年振り2度目のリーグ優勝を果たした。
1973年にコッパ・イタリアで優勝を果たし、ヨーロピアン・カップ・チャンピオンでも優勝を達成。
1974年に2年振り3度目のリーグ優勝を果たした。
1978年に4年振り4度目のリーグ優勝を果たした。
1982年にコッパ・イタリアで10年振り2度目の優勝を果たした。
1984年に6年振り5度目のリーグ優勝を果たした。
1985年にヨーロピアン・カップ・チャンピオンに12年振り2度目の優勝を果たした。
1997年にコッパ・イタリアで15年振り3度目の優勝を果たした。
2003年に19年振り6度目のリーグ優勝を果たした。コッパ・イタリアでも、6年振り4度目の優勝を果たした。
2004年にスーパー・コッパ・イタリアで優勝を果たした。
2005年に2年振り7度目のリーグ優勝を果たした。コッパ・イタリアでも2年振り5度目の優勝を果たした。
2008年にコッパ・イタリアで3年振り6度目の優勝を果たした。
2009年は4年振り8度目のリーグ優勝を果たした。
2010年から旧セリエAを改編したイタリアンベースボールリーグ（IBL）に参加。コッパ・イタリアで2年振り7度目の優勝を果たした。また、ヨーロッパ・カップ・チャンピオンで25年振り3度目の優勝を果たした。
2012年はコッパ・イタリアで2年振り8度目の優勝を果たした。また、ヨーロッパ・カップ・チャンピオンで2年振り4度目の優勝を果たした。
2013年はヨーロッパ・カップ・チャンピオンで2年連続5度目の優勝を果たした。オフの11月には、中国が事情により参加を辞退した影響でアジアシリーズ2013に、ヨーロピアン・カップ・チャンピオンで優勝したボローニャが招待国として出場することになった。そのため、日本と台湾でプレー経験のあるジャンカルロ・アルバラードと契約した。だが三星ライオンズ、統一セブンイレブン・ライオンズに連敗し予選リーグで敗退した。
2014年には5年振り9度目のリーグ優勝を果たした。
2015年はレギュラーシーズンを1位で通過し、二次リーグも1位で突破。しかしイタリアン・ベースボール・シリーズでリミニ・ベースボールを相手に0勝4敗で敗退。決勝のカードを獲得したコッパ・イタリアではネットゥーノ・ベースボールに2勝1敗で勝利し、3年ぶりにコッパ・イタリアのタイトルを獲得した。
2016年もレギュラーシーズンを1位で通過し、プレーオフへ進出した。前年と同じく決勝でリミニ・ベースボールと対戦。4勝2敗で勝ち越し、2年ぶりの優勝を果たした。

## 所属選手
Fortitudo Baseball Bologna(ロスター)（英語版）または公式ホームページを参照

## 過去に所属していた主な選手
- フアン・パブロ・アングリサーノ (2008年 - 2011年)
- ビクトル・モレノ (2009年 - 2011年)
- G.G.佐藤 (2012年)
- ジャンカルロ・アルバラード (2013年)

## タイトル
- カンピオナーチ・イタリアーニ (18回)

1969年, 1972年, 1974年, 1978年, 1984年, 2003年, 2005年, 2009年, 2014年, 2016年
- コッパ・イタリア (9回)

1973年, 1982年, 1997年, 2003年, 2005年, 2008年, 2010年, 2012年, 2015年
- スーパーコッパ・イタリアーナ (1回)

2004年
- ヨーロピアン・カップ・チャンピオン (4回)

1973年, 1985年, 2010年, 2012年

## 年度別成績
| 年度                             | 地区       | レギュラーシーズン | レギュラーシーズン | レギュラーシーズン | レギュラーシーズン | レギュラーシーズン | ポストシーズン                                                                       |
| 年度                             | 地区       | 順位               | 試合               | 勝利               | 敗戦               | 勝率               | ポストシーズン                                                                       |
| セリエA                          | セリエA    | セリエA            | セリエA            | セリエA            | セリエA            | セリエA            | セリエA                                                                              |
| -------------------------------- | ---------- | ------------------ | ------------------ | ------------------ | ------------------ | ------------------ | ------------------------------------------------------------------------------------ |
| 1963年                           | -          | 4位                | 18                 | 12                 | 6                  | .667               |                                                                                      |
| 1964年                           | -          | 2位                | 18                 | 14                 | 4                  | .774               |                                                                                      |
| 1965年                           | -          | 4位                | 31                 | 20                 | 11                 | .645               |                                                                                      |
| 1966年                           | -          | 4位                | 34                 | 20                 | 14                 | .588               |                                                                                      |
| 1967年                           | -          | 4位                | 32                 | 16                 | 16                 | .500               |                                                                                      |
| 1968年                           | -          | 4位                | 27                 | 15                 | 12                 | .556               |                                                                                      |
| 1969年                           | -          | 優勝               | 27                 | 21                 | 6                  | .778               | リーグ優勝                                                                           |
| 1970年                           | -          | 2位                | 44                 | 34                 | 10                 | .773               |                                                                                      |
| 1971年                           | -          | 3位                | 44                 | 32                 | 12                 | .727               |                                                                                      |
| 1972年                           | -          | 優勝               | 44                 | 38                 | 6                  | .864               | リーグ優勝                                                                           |
| 1973年                           | -          | 2位                | 44                 | 35                 | 9                  | .795               | ヨーロピアン・カップ優勝 コッパ・イタリア優勝                                        |
| 1974年                           | -          | 優勝               | 44                 | 36                 | 8                  | .818               |                                                                                      |
| 1975年                           | -          | 3位                | 57                 | 39                 | 18                 | .684               |                                                                                      |
| 1976年                           | -          | 3位                | 54                 | 37                 | 17                 | .685               |                                                                                      |
| 1977年                           | ジローネA  | 2位                | 24                 | 16                 | 8                  | .667               | プレーオフ敗退                                                                       |
| 1978年                           | -          | 優勝               | 36                 | 31                 | 5                  | .861               | リーグ優勝                                                                           |
| 1979年                           | -          | 4位                | 36                 | 25                 | 11                 | .694               |                                                                                      |
| 1980年                           | -          | 3位                | 36                 | 24                 | 12                 | .694               |                                                                                      |
| 1981年                           | ジローネA  | 4位                | 28                 | 18                 | 10                 | .643               | プレーオフ敗退                                                                       |
| 1982年                           | ジローネB  | 優勝 (リーグ6位)   | 28                 | 13                 | 15                 | .464               | コッパ・イタリア優勝                                                                 |
| 1983年                           | ジローネB  | 2位                | 18                 | 14                 | 4                  | .778               | プレーオフ敗退                                                                       |
| 1984年                           | 東         | 2位                | 21                 | 15                 | 6                  | .714               | リーグ優勝                                                                           |
| 1985年                           | -          | 2位                | 66                 | 50                 | 16                 | .758               | ヨーロピアン・カップ優勝                                                             |
| 1986年                           | ジローネ2  | 2位                | 48                 | 37                 | 11                 | .771               | プレーオフ敗退                                                                       |
| 1987年                           | ジローネ1  | 3位                | 42                 | 30                 | 12                 | .714               | プレーオフ敗退                                                                       |
| 1988年                           | 南         | 優勝               | 42                 | 34                 | 8                  | .810               | プレーオフ敗退                                                                       |
| 1989年                           | 南         | 3位                | 42                 | 26                 | 16                 | .619               | プレーオフ敗退                                                                       |
| 1990年                           | 南         | 3位                | 66                 | 34                 | 32                 | .515               | プレーオフ敗退                                                                       |
| 1991年                           | ジローネ1  | 6位                | 36                 | 19                 | 17                 | .527               |                                                                                      |
| 1992年                           | -          | 2位                | 36                 | 25                 | 11                 | .694               | プレーオフ敗退                                                                       |
| 1993年                           | -          | 5位                | 36                 | 21                 | 15                 | .583               | プレーオフ敗退                                                                       |
| 1994年                           | -          | 4位                | 48                 | 32                 | 16                 | .667               | プレーオフ敗退                                                                       |
| 1995年                           | -          | 7位                | 54                 | 22                 | 32                 | .407               |                                                                                      |
| 1996年                           | -          | 9位                | 54                 | 17                 | 37                 | .315               |                                                                                      |
| 1997年                           | セリエA2   | セリエA2           | セリエA2           | セリエA2           | セリエA2           | セリエA2           | コッパ・イタリア優勝                                                                 |
| 1998年                           | -          | 8位                | 48                 | 17                 | 31                 | .354               |                                                                                      |
| 1999年                           | -          | 5位                | 42                 | 23                 | 19                 | .548               |                                                                                      |
| 2000年                           | -          | 5位                | 48                 | 26                 | 22                 | .542               |                                                                                      |
| 2001年                           | -          | 2位                | 54                 | 39                 | 15                 | .722               | プレーオフ敗退                                                                       |
| 2002年                           | -          | 優勝               | 54                 | 39                 | 15                 | .722               | プレーオフ敗退                                                                       |
| 2003年                           | -          | 優勝               | 54                 | 42                 | 12                 | .778               | リーグ優勝 コッパ・イタリア優勝                                                      |
| 2004年                           | -          | 2位                | 54                 | 43                 | 11                 | .796               | イタリアン・ベースボール・シリーズ敗退 スーパーコッパ・イタリアーナ優勝              |
| 2005年                           | -          | 優勝               | 54                 | 35                 | 19                 | .648               | リーグ優勝 コッパ・イタリア優勝                                                      |
| 2006年                           | -          | 優勝               | 48                 | 30                 | 18                 | .625               | プレーオフ敗退                                                                       |
| 2007年                           | -          | 2位                | 42                 | 27                 | 15                 | .643               | プレーオフ敗退                                                                       |
| 2008年                           | -          | 優勝               | 42                 | 34                 | 8                  | .810               | プレーオフ敗退 コッパ・イタリア優勝                                                  |
| 2009年                           | -          | 優勝               | 42                 | 34                 | 8                  | .810               | リーグ優勝                                                                           |
| イタリアン・ベースボール・リーグ |            |                    |                    |                    |                    |                    |                                                                                      |
| 2010年                           | -          | 4位                | 42                 | 25                 | 17                 | .595               | イタリアン・ベースボール・シリーズ敗退 コッパ・イタリア優勝 ヨーロピアン・カップ優勝 |
| 2011年                           | -          | 2位                | 42                 | 29                 | 13                 | .690               | プレーオフ敗退                                                                       |
| 2012年                           | -          | 優勝               | 42                 | 31                 | 11                 | .738               | プレーオフ敗退 コッパ・イタリア優勝 ヨーロピアン・カップ優勝                         |
| 2013年                           | -          | 優勝               | 36                 | 28                 | 8                  | .777               | プレーオフ敗退                                                                       |
| 2014年                           | ジローネA  | 優勝               | 20                 | 17                 | 3                  | .850               | リーグ優勝                                                                           |
| 2014年                           | 後期リーグ | 優勝               | 18                 | 13                 | 5                  | .722               | リーグ優勝                                                                           |
| 2015年                           | -          | 優勝               | 28                 | 23                 | 5                  | .821               | イタリアン・ベースボール・シリーズ敗退 コッパ・イタリア優勝                          |
| 2016年                           | -          | 優勝               | 36                 | 27                 | 9                  | .750               | リーグ優勝                                                                           |

## 永久欠番
| #  | 名前                     | 守備位置       | 備考 |
| -- | ------------------------ | -------------- | --- |
| 7  | ジョヴァンニ・ラーカー   | 投手           | 1960年代後半から1970年代にかけてリーグタイトルの獲得に貢献。通算241試合（1423回）で111勝56敗、1047奪三振。 |
| 8  | ウンベルト・カルゾラーリ | 投手・外野手   | 1年目の1960年からボローニャで活躍。通算268試合に登板し、152勝59敗4セーブ、防御率2.16。 打者としても打率.292、32本塁打、305打点、69盗塁を記録した。2014年イタリア野球殿堂入り。                                                               |
| 11 | アルフレド・メーリ       | 外野手         | 1965年にボローニャでデビュー。通算431試合に出場し、打率.302、400得点、176盗塁を記録。 引退後は監督に就任し、1978年に優勝を達成。その後はブラインド・ベースボールの普及に尽力。2010年7月31日に死去し、同年イタリア野球殿堂入り。              |
| 13 | ロベルト・フォンターナ   | 投手・外野手   | 1990年にミラノでデビュー。数球団を渡り歩き、2003年にボローニャへ移籍。同年のリーグ優勝・コッパ・イタリア優勝に貢献した。 2005年にパルマへ移籍したが、2006年にボローニャに復帰。しかし同年5月19日に交通事故で死去。2015年に永久欠番となった。 |
| 20 | アルベルト・リナルディ   | 遊撃手         | 愛称はイタリア語で「猛牛」を意味する「トロ（Toro）」。1965年にシンシナティ・レッズと契約した。 1969年から数々のチームタイトル獲得に貢献。引退後はボローニャのコーチとして活躍。                                                              |
| 33 | リカルド・マテウッチ     | 投手・指名打者 | 2003年引退。打者としては1299試合に出場し、打率.334、65本塁打、817打点を記録。 投手としては186試合に登板し、24個の完封を含む50勝（30敗）、22セーブを挙げた。2011年に永久欠番となった。                                                        |